# Fair use policy (telefonie)
Fair use policy (FUP) is een Amerikaans begrip uit de wereld van de providers van telefonie en/of dataverkeer en kan door hen worden toegepast om verschillende redenen: 
- Beperking van de duur van het gebruik of de hoeveelheid data
- Minder belasting van het gebruiksnet
- Onredelijk gebruik in het buitenland van de mobiele telefoon
- Bescherming van de gebruiker tegen ver oplopende kosten

FUP berust op de door de provider gestelde eisen omtrent grensoverschrijdend gedrag van de gebruiker, naar objectieve omstandigheden
onredelijk gebruik, buitensporig gebruik of misbruik, zoals naar oordeel van de provider. Als de gebruiker niet aan de FUP voldoet, kan de provider maatregelen treffen door invoeren van een datalimiet of beperking van het aantal belminuten (meestal maximaal 120 minuten per gesprek) voor de gebruiker. Veelal zijn deze maatregelen van toepassing op abonnementen met een zogenaamd 'onbeperkt' gebruik, dat veelal toch beperkingen blijkt in te houden. De provider kan die onmiddellijk (elektronisch) in werking laten stellen. Bij overschrijdingen kunnen boetes of kostenvergoedingen voor de belminuten- of dataoverschrijdingen in rekening worden gebracht bij de gebruiker. Ook kan de provider op grond hiervan het contract (tijdelijk) stopzetten.
Vaak staat voor de gebruiker niet duidelijk omschreven in de algemene voorwaarden hoe de FUP is geregeld, of is deze verscholen opgenomen in deze voorwaarden.
Het begrip FUP wordt gehanteerd, terwijl men eigenlijk fair access policy (letterlijk vertaald 'redelijke toegang beleid') bedoelt.